# Polla d'aigua americana
La polla d'aigua americana (Gallinula galeata) és una espècie d'ocell de la família dels ràl·lids (Rallidae) sovint considerat un grup de subespècies de la polla d'aigua comuna. Habita aiguamolls, vegetació de ribera i canyars d'ambdues Amèriques, des d'Ontario, Quebec i la meitat oriental dels Estats Units, cap al sud, a través de Mèxic, Amèrica Central, Bermudes i Antilles, cap al sud localment per Amèrica del Sud fins al nord de Xile i l'Argentina.